# Championnat du monde de Formule 1 1959
Navigation
1958 1960
Le championnat du monde de Formule 1 1959 a été remporté par l'Australien Jack Brabham sur une Cooper-Climax. La marque britannique Cooper a remporté le championnat du monde des constructeurs.

## Règlement sportif
- Seuls les cinq meilleurs résultats sont retenus.
- L'attribution des points s'effectue selon le barème 8, 6, 4, 3, 2, avec 1 point pour l'auteur du meilleur tour en course.

## Règlement technique
- Moteurs atmosphériques : 2 500 cm³
- Moteurs suralimentés : 750 cm3

## Principaux engagés
Les cartes du championnat sont complètement redistribuées avec le retrait de Vanwall. L'équipe la plus concernée par les grandes manœuvres hivernales est la Scuderia Ferrari, obligée de reconstruire son équipe de pilotes après les drames de 1958. Ferrari fait désormais confiance à Phil Hill, décisif dans son rôle de joker à la fin de la saison précédente, ainsi qu'à deux nouvelles recrues, l'Anglais Tony Brooks ex-Vanwall et le Français Jean Behra en provenance de BRM. Pour compléter ce trio, la Scuderia a également engagé le Britannique Cliff Allison, vu chez Lotus l'année précédente.
La principale opposition à Ferrari est attendue du côté de chez Cooper où le moteur Climax-arrière a été porté à 2,5 litres. Aux côtés de l'équipe officielle où figurent Jack Brabham et Bruce McLaren, l'équipe privée de Rob Walker est très surveillée, d'autant plus que Stirling Moss a été engagé. Enfin BRM, où le Suédois Joakim Bonnier a été choisi pour remplacer Jean Behra aux côtés d'Harry Schell, monte en puissance.
Liste complète des écuries et pilotes (hors Indianapolis) ayant couru dans le championnat 1959 de Formule 1 organisé par la FIA.
| Écurie                               | Constructeur    | Châssis   | Moteur                                                   | Pneus | Pilotes                  | Courses      |
| ------------------------------------ | --------------- | --------- | -------------------------------------------------------- | ----- | ------------------------ | ------------ |
| Porsche KG                           | Porsche         | Behra 718 | Porsche 547/3 1.5 Flat-4                                 | D     | Maria Teresa De Filippis | 1            |
| Porsche KG                           | Porsche         | Behra 718 | Porsche 547/3 1.5 Flat-4                                 | D     | Wolfgang von Trips       | 1, 6         |
| Écurie nationale belge               | Cooper          | T51       | Climax FPF 1.5 L4                                        | D     | Lucien Bianchi           | 1            |
| Écurie nationale belge               | Cooper          | T51       | Climax FPF 1.5 L4                                        | D     | Alain de Changy          | 1            |
| Jean Lucienbonnet                    | Cooper          | T45       | Climax FPF 1.5 L4                                        | D     | Jean Lucienbonnet        | 1            |
| Owen Racing Organisation             | BRM             | P25       | BRM P25 2.5 L4                                           | D     | Harry Schell             | 1, 3-8       |
| Owen Racing Organisation             | BRM             | P25       | BRM P25 2.5 L4                                           | D     | Joakim Bonnier           | 1, 3-8       |
| Owen Racing Organisation             | BRM             | P25       | BRM P25 2.5 L4                                           | D     | Ron Flockhart            | 1, 4-5, 7-8  |
| Cooper Car Company                   | Cooper          | T51       | Climax FPF 2.5 L4                                        | D     | Bruce McLaren            | 1, 4-9       |
| Cooper Car Company                   | Cooper          | T51       | Climax FPF 2.5 L4                                        | D     | Jack Brabham             | 1, 3-9       |
| Cooper Car Company                   | Cooper          | T51       | Climax FPF 2.5 L4                                        | D     | Masten Gregory           | 1, 3-7       |
| Cooper Car Company                   | Cooper          | T51       | Climax FPF 2.5 L4                                        | D     | Giorgio Scarlatti        | 8            |
| Rob Walker Racing Team               | Cooper          | T51       | Climax FPF 2.5 L4                                        | D     | Stirling Moss            | 1, 3, 6-9    |
| Rob Walker Racing Team               | Cooper          | T51       | Climax FPF 2.5 L4                                        | D     | Maurice Trintignant      | 1, 3-9       |
| British Racing Partnership           | Cooper BRM      | T51 P25   | Climax FPF 1.5 L4 BRM P25 2.5 L4 Borgward 1500 RS 1.5 L4 | D     | Ivor Bueb                | 1, 5         |
| British Racing Partnership           | Cooper BRM      | T51 P25   | Climax FPF 1.5 L4 BRM P25 2.5 L4 Borgward 1500 RS 1.5 L4 | D     | Stirling Moss            | 4-5          |
| British Racing Partnership           | Cooper BRM      | T51 P25   | Climax FPF 1.5 L4 BRM P25 2.5 L4 Borgward 1500 RS 1.5 L4 | D     | Chris Bristow            | 5            |
| British Racing Partnership           | Cooper BRM      | T51 P25   | Climax FPF 1.5 L4 BRM P25 2.5 L4 Borgward 1500 RS 1.5 L4 | D     | Hans Herrmann            | 6            |
| High Efficiency Motors               | Cooper          | T45       | Maserati 250S 2.5 L4 Climax FPF 2.5 L4                   | D     | Roy Salvadori            | 1, 4, 9      |
| High Efficiency Motors               | Cooper          | T45       | Maserati 250S 2.5 L4 Climax FPF 2.5 L4                   | D     | Jack Fairman             | 5, 8         |
| Team Lotus                           | Lotus           | 16        | Climax FPF 2.5 L4                                        | D     | Graham Hill              | 1, 3-8       |
| Team Lotus                           | Lotus           | 16        | Climax FPF 2.5 L4                                        | D     | Pete Lovely              | 1            |
| Team Lotus                           | Lotus           | 16        | Climax FPF 2.5 L4                                        | D     | Innes Ireland            | 3-4, 6-9     |
| Team Lotus                           | Lotus           | 16        | Climax FPF 2.5 L4                                        | D     | Alan Stacey              | 5, 9         |
| John Fisher                          | Lotus           | 16        | Climax FPF 1.5 L4                                        | D     | Bruce Halford            | 1            |
| Scuderia Ferrari                     | Ferrari         | D246 D156 | Ferrari 155 2.4 V6 Ferrari D156 1.5 V6                   | D     | Jean Behra               | 1, 3-4       |
| Scuderia Ferrari                     | Ferrari         | D246 D156 | Ferrari 155 2.4 V6 Ferrari D156 1.5 V6                   | D     | Phil Hill                | 1, 3-4, 6-9  |
| Scuderia Ferrari                     | Ferrari         | D246 D156 | Ferrari 155 2.4 V6 Ferrari D156 1.5 V6                   | D     | Tony Brooks              | 1, 3-4, 6-9  |
| Scuderia Ferrari                     | Ferrari         | D246 D156 | Ferrari 155 2.4 V6 Ferrari D156 1.5 V6                   | D     | Cliff Allison            | 1, 3, 6, 8-9 |
| Scuderia Ferrari                     | Ferrari         | D246 D156 | Ferrari 155 2.4 V6 Ferrari D156 1.5 V6                   | D     | Olivier Gendebien        | 4, 8         |
| Scuderia Ferrari                     | Ferrari         | D246 D156 | Ferrari 155 2.4 V6 Ferrari D156 1.5 V6                   | D     | Dan Gurney               | 4, 6-8       |
| Scuderia Ferrari                     | Ferrari         | D246 D156 | Ferrari 155 2.4 V6 Ferrari D156 1.5 V6                   | D     | Wolfgang von Trips       | 9            |
| Scuderia Ugolini                     | Maserati        | 250F      | Maserati 250F1 2.5 L6                                    | D     | Giorgio Scarlatti        | 1, 4         |
| Scuderia Ugolini                     | Maserati        | 250F      | Maserati 250F1 2.5 L6                                    | D     | Carel Godin de Beaufort  | 4            |
| Scuderia Ugolini                     | Maserati        | 250F      | Maserati 250F1 2.5 L6                                    | D     | Giulio Cabianca          | 8            |
| Monte Carlo Auto Sport               | Maserati        | 250F      | Maserati 250F1 2.5 L6                                    | D     | André Testut             | 1            |
| David Brown Corporation              | Aston Martin    | DBR4      | Aston Martin RB6 2.5 L6                                  | A     | Roy Salvadori            | 3, 5, 7-8    |
| David Brown Corporation              | Aston Martin    | DBR4      | Aston Martin RB6 2.5 L6                                  | A     | Carroll Shelby           | 3, 5, 7-8    |
| Écurie Maarsbergen                   | Porsche         | RSK       | Porsche 547/3 1.5 Flat-4                                 | D     | Carel Godin de Beaufort  | 3            |
| Scuderia Centro Sud (en)             | Cooper Maserati | T51 250F  | Maserati 250S 2.5 L4 Maserati 250F1 2.5 L6               | D     | Ian Burgess              | 4-6, 8       |
| Scuderia Centro Sud (en)             | Cooper Maserati | T51 250F  | Maserati 250S 2.5 L4 Maserati 250F1 2.5 L6               | D     | Colin Davis              | 4, 8         |
| Scuderia Centro Sud (en)             | Cooper Maserati | T51 250F  | Maserati 250S 2.5 L4 Maserati 250F1 2.5 L6               | D     | Asdrúbal Fontes Bayardo  | 4            |
| Scuderia Centro Sud (en)             | Cooper Maserati | T51 250F  | Maserati 250S 2.5 L4 Maserati 250F1 2.5 L6               | D     | Fritz d'Orey             | 4-5          |
| Scuderia Centro Sud (en)             | Cooper Maserati | T51 250F  | Maserati 250S 2.5 L4 Maserati 250F1 2.5 L6               | D     | Hans Herrmann            | 5            |
| Scuderia Centro Sud (en)             | Cooper Maserati | T51 250F  | Maserati 250S 2.5 L4 Maserati 250F1 2.5 L6               | D     | Mario de Araujo Cabral   | 7            |
| Vandervell Products Ltd              | Vanwall         | VW 59     | Vanwall 254 2.5 L4                                       | D     | Tony Brooks              | 5            |
| Brian Naylor                         | JBW             | 59        | Maserati 250S 2.5 L4                                     | D     | Brian Naylor             | 5            |
| Ace Garage                           | Cooper          | T51       | Climax FPF 1.5 L4                                        | D     | Trevor Taylor            | 5            |
| Équipe Alan Brown                    | Cooper          | T45       | Climax FPF 1.5 L4                                        | D     | Mike Taylor              | 5            |
| Équipe Alan Brown                    | Cooper          | T45       | Climax FPF 1.5 L4                                        | D     | Peter Ashdown            | 5            |
| Gilby Engineering                    | Cooper          | T45       | Climax FPF 1.5 L4                                        | D     | Keith Greene             | 5            |
| United Racing Stable                 | Cooper          | T51       | Climax FPF 1.5 L4                                        | D     | Bill Moss                | 5            |
| Reg Parnell                          | Cooper          | T51 T45   | Climax FPF 1.5 L4                                        | D     | Henry Taylor             | 5            |
| Reg Parnell                          | Cooper          | T51 T45   | Climax FPF 1.5 L4                                        | D     | Tim Parnell              | 5            |
| David Fry                            | Fry             | F2        | Climax FPF 1.5 L4                                        | D     | Mike Parkes              | 5            |
| Dennis Taylor                        | Lotus           | 12        | Climax FPF 1.5 L4                                        | D     | Dennis Taylor            | 5            |
| Dorchester Service Station           | Lotus           | 16        | Climax FPF 1.5 L4                                        | D     | David Piper              | 5            |
| Jean Behra                           | Porsche         | Behra     | Porsche 547/3 1.5 Flat-4                                 | D     | Jean Behra               | 6            |
| Leader Cards Inc.                    | Kurtis Kraft    | Midget    | Offenhauser 4.5 L4                                       | ?     | Rodger Ward              | 9            |
| OSCA Automobili                      | Cooper          | T43       | O.S.C.A. 2.0 L4                                          | D     | Alejandro de Tomaso      | 9            |
| Camoradi International               | Tec Mec         | F415      | Maserati 250F1 2.5 L6                                    | D     | Fritz d'Orey             | 9            |
| Mike Taylor                          | Cooper          | T51       | Climax FPF 2.5 L4                                        | D     | George Constantine       | 9            |
| Blanchard Automobile Co              | Porsche         | RSK       | Porsche 547/3 1.5 Flat-4                                 | ?     | Harry Blanchard          | 9            |
| Paul Emery Paul Emery Connaught Cars | Connaught       | C         | Alta GP 2.5 L4                                           | D     | Bob Said                 | 9            |
| Écurie Bleue                         | Cooper          | T51       | Climax FPF 2.5 L4                                        | D     | Harry Schell             | 9            |
| Phil Cade                            | Maserati        | 250F      | Maserati 250F1 2.5 L6                                    | D     | Phil Cade                | 9            |

## Résumé du championnat du monde 1959
Moss malchanceux, Brabham s'échappe

Très attendues sur le tourniquet monégasque, les agiles petites Cooper à moteur arrière ne déçoivent pas. Si Stirling Moss domine la majeure partie de la course sur sa monoplace privée, force reste à la voiture officielle de Jack Brabham qui profite d'une rupture de boîte de vitesses de l'Anglais pour s'imposer. 
À Zandvoort, Joakim Bonnier crée la sensation en imposant sa BRM devant une meute de Cooper menée par Brabham qui prend le large au championnat. Le malchanceux du jour est Stirling Moss, contraint à l'abandon alors qu'il semblait avoir pris la mesure de Bonnier. Dépité, Moss claque la porte de l'écurie de Rob Walker pour rejoindre l'écurie BRP de son père qui aligne une BRM privée. 
Brooks sonne le réveil de Ferrari

En France, les Ferrari retrouvent des couleurs, Brooks l'emportant devant Phil Hill. Mais tout ne se passe pas dans la plus grande sérénité, comme le prouve en fin de course la vive altercation (on parlera de coups échangés) entre Jean Behra et son directeur sportif. Licencié, Behra est remplacé par Dan Gurney et trouvera la mort un mois plus tard sur le circuit de l'AVUS au volant d'une Porsche catégorie Voiture de Sport, en lever de rideau du Grand Prix d'Allemagne.
La Scuderia Ferrari, officiellement bloquée par des mouvements syndicaux en Italie, n'a pu faire le déplacement au Grand Prix de Grande-Bretagne. En lutte pour le titre mondial, Tony Brooks s'aligne alors au volant d'une Vanwall pour défendre ses chances. Mais, sur une voiture dépassée, il ne peut rien faire pour empêcher la victoire de Brabham qui prend ainsi une sérieuse option sur le titre.
Sur le tracé de l'AVUS, Brooks, comme à Reims, met à profit la puissance de sa Ferrari pour l'emporter. Les Américains Hill et Gurney complètent le podium pour un triplé Ferrari. Comme Brabham a dû renoncer, son duel avec Brooks est relancé.
Retour tardif de Moss, le titre pour Brabham

Ce duel est perturbé lors des deux Grand Prix suivants par Stirling Moss, de retour sur la Cooper de Rob Walker après sa décevante expérience sur la BRM du BRP. Avec deux victoires consécutives, Moss se positionne désormais comme le plus sérieux rival de Brabham à la veille de l'ultime Grand Prix de la saison à Sebring. 
La lutte à trois n'aura jamais véritablement lieu. Moss, contraint à l'abandon dès le début de course et Brooks rapidement retardé par une touchette laissent Brabham se glisser jusqu'à l'arrivée et décrocher le titre. Une panne d'essence dans les derniers mètres (Brabham doit pousser sa voiture pour franchir la ligne) n'y changera rien.

## Grands Prix de la saison 1959
| no | Date         | Grand Prix                    | Lieu         | Vainqueur      | Écurie             | Pole position  | Record du tour      | Résumé |
| -- | ------------ | ----------------------------- | ------------ | -------------- | ------------------ | -------------- | ------------------- | ------ |
| 76 | 10 mai       | Grand Prix de Monaco          | Monaco       | Jack Brabham   | Cooper-Climax      | Stirling Moss  | Jack Brabham        | Résumé |
| 77 | 30 mai       | Indianapolis 500              | Indianapolis | Rodger Ward    | Watson-Offenhauser | Johnny Thomson | Johnny Thomson      | Résumé |
| 78 | 31 mai       | Grand Prix des Pays-Bas       | Zandvoort    | Joakim Bonnier | BRM                | Joakim Bonnier | Stirling Moss       | Résumé |
| 79 | 5 juillet    | Grand Prix de France          | Reims        | Tony Brooks    | Ferrari            | Tony Brooks    | Stirling Moss       | Résumé |
| 80 | 18 juillet   | Grand Prix de Grande-Bretagne | Aintree      | Jack Brabham   | Cooper-Climax      | Jack Brabham   | Bruce McLaren       | Résumé |
| 81 | 2 août       | Grand Prix d'Allemagne        | AVUS         | Tony Brooks    | Ferrari            | Tony Brooks    | Tony Brooks         | Résumé |
| 82 | 23 août      | Grand Prix du Portugal        | Monsanto     | Stirling Moss  | Cooper-Climax      | Stirling Moss  | Stirling Moss       | Résumé |
| 83 | 13 septembre | Grand Prix d'Italie           | Monza        | Stirling Moss  | Cooper-Climax      | Stirling Moss  | Phil Hill           | Résumé |
| 84 | 12 décembre  | Grand Prix des États-Unis     | Sebring      | Bruce McLaren  | Cooper-Climax      | Stirling Moss  | Maurice Trintignant | Résumé |

## Classement des pilotes
| Classement | Pilote              | Pays             | Voiture              | Nombre de points |
| ---------- | ------------------- | ---------------- | -------------------- | ---------------- |
| 1er        | Jack Brabham        | Australie        | Cooper-Climax        | 31 (34)          |
| 2e         | Tony Brooks         | Royaume-Uni      | Ferrari              | 27               |
| 3e         | Stirling Moss       | Royaume-Uni      | Cooper-Climax        | 25,5             |
| 4e         | Phil Hill           | États-Unis       | Ferrari              | 20               |
| 5e         | Maurice Trintignant | France           | Cooper-Climax        | 19               |
| 6e         | Bruce McLaren       | Nouvelle-Zélande | Cooper-Climax        | 16,5             |
| 7e         | Dan Gurney          | États-Unis       | Ferrari              | 13               |
| 8e         | Joakim Bonnier      | Suède            | BRM                  | 10               |
| 9e         | Masten Gregory      | États-Unis       | Cooper-Climax        | 10               |
| 10e        | Rodger Ward         | États-Unis       | Watson-Offenhauser   | 8                |
| 11e        | Jim Rathmann        | États-Unis       | Watson-Offenhauser   | 6                |
| 12e        | Johnny Thomson      | États-Unis       | Lesovsky-Offenhauser | 5                |
| 13e        | Harry Schell        | États-Unis       | BRM                  | 5                |
| 14e        | Innes Ireland       | Royaume-Uni      | Lotus-Climax         | 5                |
| 15e        | Olivier Gendebien   | Belgique         | Ferrari              | 3                |
| 16e        | Tony Bettenhausen   | États-Unis       | Epperly-Offenhauser  | 3                |
| 17e        | Cliff Allison       | Royaume-Uni      | Ferrari              | 2                |
| 18e        | Paul Goldsmith      | États-Unis       | Epperly-Offenhauser  | 2                |
| 19e        | Jean Behra          | France           | Ferrari              | 2                |

## Classement des constructeurs
Les 500 Miles d’Indianapolis ne sont pas pris en compte au championnat du monde des constructeurs.
| Classement | Pays        | Voiture       | Nombre de points |
| ---------- | ----------- | ------------- | ---------------- |
| 1er        | Royaume-Uni | Cooper-Climax | 40               |
| 2e         | Italie      | Ferrari       | 32               |
| 3e         | Royaume-Uni | BRM           | 18               |
| 4e         | Royaume-Uni | Lotus-Climax  | 5                |

## Liste des Grands Prix disputés cette saison ne comptant pas pour le championnat du monde de Formule 1
| Nom                           | Circuit     | Date         | Vainqueur     | Constructeur  |
| ----------------------------- | ----------- | ------------ | ------------- | ------------- |
| VIIe Glover Trophy            | Goodwood    | 30 mars      | Stirling Moss | Cooper-Climax |
| XIVe BARC Aintree 200         | Aintree     | 18 avril     | Jean Behra    | Ferrari       |
| XIe BRDC International Trophy | Silverstone | 2 mai        | Jack Brabham  | Cooper-Climax |
| VIe International Gold Cup    | Oulton Park | 26 septembre | Stirling Moss | Cooper-Climax |
| IVe Silver City Trophy        | Snetterton  | 10 octobre   | Ron Flockhart | BRM           |